# الشيوعية في نيبال
تعود جذور الشيوعية في نيبال (بالإنجليزية: Communism in Nepal) إلى الحركة المؤيدة للديمقراطية عام 1951 وما تلاها من الإطاحة بنظام رانا الاستبدادي وإرساء الديمقراطية في نيبال. انقسمت الحركة الشيوعية في نيبال عدة مرات إلى فصائل مستقلة، لكن في الكثير من الأحيان تجمعت هذه الفصائل تحت مظلة واحدة. يمتلك الحزب تاريخًا من منعه الولوج إلى الخطاب السياسي المفتوح بالإضافة إلى حالات متعددة من احتضانه لعمليات تمرد حرب العصابات، وعلى الأخص التمرد الماوي في تسعينيات القرن العشرين إلى أوائل العقد الأول من القرن الحادي والعشرين الذي انتهى بنشوب الحرب الأهلية النيبالية التي أودت بحياة 17،000 شخص على الأقل.
شكّل الماويون والأحزاب السياسية الرئيسية الأخرى (الشيوعية وغيرها) ائتلافًا موحدًا ونظموا مقاومةً مدنية سلمية ناجحة ضد الانقلاب الديكتاتوري من قِبَل النظام المَلَكي. أدّت حركة المقاومة هذه إلى إلغاء النظام المَلَكي وصياغة دستور جديد. أكّد الدستور الجديد أن نيبال جمهورية علمانية واتحادية وديمقراطية تسعى جاهدةً نحو الاشتراكية الديمقراطية. خاض الحزبان الشيوعيان الرئيسيان في نيبال الانتخابات الأولى وفقًا للدستور الجديد كائتلاف، ما أدى في النهاية إلى توحيدهما في حزب النيبال الشيوعي. يتمتع الحزب الموحد بأغلبية قوية في البرلمان الفيدرالي بالإضافة إلى ست مقاطعات من أصل سبعة في نيبال.

## التاريخ
وصلت الشيوعية متأخرة نسبيًا إلى نيبال بسبب عزلة البلاد عن بقية العالم أثناء حكم سلالة رانا. بحلول عام 1930، بدأ تهريب الكتابات الشيوعية إلى نيبال وكان من المعروف أن اثنين من الشهداء الأربعة الكبار: داشاراث تشاند وجانجالال شريستا كانا من قرّاء الأدب الشيوعي. ما تزال البلاد تعاني من مستوى أمية على نطاق واسع. نشأ أول حزب شيوعي في نيبال خلال حركة الاستقلال الهندية.

### حزب النيبال الشيوعي
يعود تاريخ الحركة الشيوعية في نيبال إلى بوشبا لال شريستا، والد الشيوعية النيبالية والمؤسس والأمين العام للحزب الشيوعي النيبالي الأول. انضم بوشبا لال شريستا، الأخ الأصغر لـجانجالال شريستا، إلى المعركة السياسية ضد نظام رانا الاستبدادي في سن مبكرة. بدأ حياته السياسية كعضو في حركة نيبال براجا باريشاد التي تم حلّها عام 1941 وذلك بعد إعدام الشهداء الأربعة الكبار. في حين استمرت الحركة في كونها جزءًا من حركة الاستقلال الهندية، بدأ العديد من الطلاب والقادة والناشطين النيباليين في الهند العمل لتحقيق الهدف المشترك المتمثل في ولادة حركة سياسية واعية ضد نظام رانا وجلب الديمقراطية إلى نيبال من خلال مساعدة الأصدقاء الهنود وذلك بعد تحقيق الاستقلال في الهند. أصبح بوشبا لال شريستا عضوًا بارزًا في مؤتمر راستريا النيبالي (إن آر سي) أحد الأسلاف البارزين لحزب المؤتمر النيبالي. بعد خيبة أمله من الاقتتال السياسي الداخلي واستعداد الحزب للتعاون مع بعض أعضاء نظام رانا، ترك بوشبا لال شريستا الحزب بمنصب الأمين العام وسعى بنفسه إلى ولادة «صراع سياسي لا هوادة فيه» ضد نظام رانا. بعد لقائه مع الزعيم الشيوعي الهندي الشهير نريبندرا تشاكروارتي، استقر على تأسيس حزب شيوعي، معتبرًا دعم الحركة الاشتراكية الدولية رصيدًا لا غنى عنه في النضال ضد الإقطاعية. في 22 أبريل عام 1949، أسّس حزب النيبال الشيوعي مع أربعة زملاء آخرين في كلكتا. ترجم البيان الشيوعي وكتابات أخرى لفلاديمير لينين وماو تسي تونغ، بالإضافة إلى كتاباته الأصلية عن النضال النيبالي من أجل الديمقراطية ومسار نيبال في المستقبل.
بعد نهاية نظام رانا في عام 1951، شهدت نيبال فترة وجيزة من الممارسة الديمقراطية إذ كان المؤتمر النيبالي والملك وأفراد نظام رانا هم اللاعبون الرئيسيون. عاد بوشبا لال شريستا وحزبه إلى نيبال. بعد ثورة راكسادال عام 1952، حُظرت ممارسات الحزب في 24 يناير عام 1952. في عام 1954، عقد الحزب أول مؤتمر عام له حيث تم انتخاب مان موهان أديكاري أمينًا عامًا. في الانتخابات البلدية التي أجريت في سبتمبر عام 1953، فاز مرشحو حزب المؤتمر الوطني بستة مقاعد على الرغم من حظر الحزب رسميًا. استمر الحظر أربع سنوات حتى عام 1956. ثم في عام 1957، حلّ زعيم الفصيل المؤيد للمَلَكية، كيشار جونغ راياماجي، محلّ أديكاري كأمين عام الحزب. وُصِف أداء الحزب بالضعف في الانتخابات العامة لعام 1959 تحت قيادة راياماجي إذ حصل على أربعة مقاعد فقط من أصل 109 بنسبة 7.4٪ من إجمالي الأصوات المُدلى بها. في 15 ديسمبر عام 1960 وفي ظلّ انقلاب سلمي، أطاح الملك ماهيندرا بحكومة المؤتمر النيبالي المنتًخبة ديمقراطيًا وقام بسجن العديد من القادة السياسيين بما في ذلك رئيس الوزراء المخلوع بي بي كويرالا، وأسّس أيضًا «نظام بانشايات اللاحزبي». انضم فصيل كيشار جونغ راياماجي إلى نظام البانشايات ثم طُرِدَ من الحزب خلال مؤتمر الحزب الثالث الذي عُقد في بيناراس في المنفى في عام 1962؛ ومن ثم تقلّد تولسي لال أماتيا منصب الأمين العام. انقسمت الحركة الشيوعية بعدها إلى العديد من الفصائل في العقود القادمة من النضال السياسي ضد نظام البانشايات في أثناء وجودها في المنفى أو عن طريق جماعات سرية.

### حزب النيبال الشيوعي (الماركسي - اللينيني)
تُعتبر حركة العصابات المعروفة باسم جابا واحدة من أهم الفصائل تحت قيادة الناشطين الشباب موهان شاندرا أديكاري وتشاندرا براكاش مينالي ورادها كريشنا مينالي، متأثرين بتشارو ماجومدار، مؤسس حركة حرب العصابات الناكسالية في شمال شرق الهند المجاورة. توقف تمرد حرب العصابات بشكل مفاجئ في عام 1971 عندما شنّ الجيش النيبالي مكافحة فعالة ضده، ما أسفر عن مقتل العديد من الأعضاء. أدّى الفشل الشامل لحركة جابا إلى التأمل الذاتي بين الرتب الفكرية المتزايدة للحركة الشيوعية النيبالية. في العقود اللاحقة، ظهرت شكوك متزايدة في الاستيراد العقائدي للأفكار والاستراتيجيات الأجنبية بالإضافة إلى السعي لتطوير مسار أصلي للاشتراكية في نيبال بحيث يكون مناسبًا للواقع النيبالي. اندمج فصيل بقيادة مادهاف كومار نيبال وكذلك فصيل آخر بقيادة مادان بهانداري مع لجنة التنسيق الثورية الشيوعية النيبالية (الماركسية - اللينينية) بحلول عام 1977، والتي أطلقت حزب النيبال الشيوعي (الماركسي - اللينيني) المعروف شعبيًا باسم ميل في عام 1978. ركز حزب ميل على الحركة الشعبية والتعليم الجماهيري للعمال والفلاحين. أحد الأعضاء الذي ظهر لاحقًا كواحد من أقوى القادة الشيوعيين في نيبال يُدعى كيه بي شارما أولي الذي ينسب إليه الفضل في تحويل أيديولوجية الحزب من التمرد العنيف إلى النضال السياسي السلمي.
في استفتاء عام 1980، نظّم حزب ميل، بكونه حزب يتمتع بامتداد وطني ودعم شعبي كبيرين بالفعل، حملة نشطة من أجل خيار الديمقراطية متعددة الأحزاب. من خلال هذه الحملة المفتوحة من أجل الديمقراطية، عزز الحزب دعمه بين الناخبين المؤيدين للديمقراطية وكذلك المجتمع الدولي وبرز كقوة رئيسية للحركة الشيوعية النيبالية. في عام 1982، تخلى الحزب رسميًا عن الكفاح المسلح كخيار غير قابل للتطبيق واختار المقاومة الجماعية السلمية بدلًا من ذلك؛ أطاح الحزب بكرسي شاندرا براكاش مينالي وتولى جهالا ناث خانال منصب الأمين العام. استمر الحزب في استيعاب الفصائل الصغيرة من الحركة الشيوعية حتى منتصف الثمانينيات إلى أن ظهر كقوة شيوعية رئيسية طغت على الحزب الشيوعي النيبالي الموالي للسوفييت - الماركسي (سي بي إن-إم) بقيادة الزعيمين المخضرمين مان موهان أديكاري وسهانا برادان (أرملة بوشبا لال شريستا). واصل الحزب سعيه نحو الاشتراكية الديمقراطية ثم في عام 1986 انتخب مادان بهانداري، الذي استمر لاحقًا في تصميم مبدأ الديمقراطية الشعبية متعددة الأحزاب، كأمينًا عامًا له. في عام 1990، شكل الحزب جبهة اليسار المتحدة مع حزب النيبال الشيوعي الماركسي وانضم إلى المؤتمر النيبالي ونظم المقاومة المدنية السلمية لعام 1990. بعد النهاية اللاحقة لنظام بانشايات لصالح المَلَكية الدستورية، واصلت جبهة اليسار المتحدة إضفاء الطابع الرسمي على الائتلاف؛ بتوحيد حزب النيبال الشيوعي الماركسي وحزب النيبال الشيوعي الماركسي – اللينيني في الحزب الشيوعي النيبالي الماركسي الينيني الموحد في عام 1991.